# Madame Sul-Te-Wan
Madame Sul-Te-Wan, nata Nellie Crawford (Louisville, 7 marzo 1873 – Hollywood, 1º febbraio 1959), è stata un'attrice statunitense di teatro, cinema, televisione.

## Biografia
Figlia di schiavi liberati, iniziò la sua carriera nel mondo dello spettacolo girando il paese con diverse compagnie teatrali. Trasferitasi in California, si avvicinò al cinema. Diventata nota come attrice caratterista, apparve in alcuni film di grande importanza, quali i due capolavori di D.W. Griffith, Nascita di una nazione (1915) e Intolerance (1916).
La sua carriera è durata per oltre cinquant'anni e il suo nome appare nella Black Filmmakers Hall of Fame. Sul-Te-Wan fu la prima, tra gli attori e attrici di colore, a firmare un contratto cinematografico e ad ottenere un ruolo da protagonista in un film.

## Filmografia
- The Cause of It All, regia di Chance E. Ward - cortometraggio (1915)
- Nascita di una nazione (The Birth of a Nation), regia di D.W. Griffith (1915)
- Hoodoo Ann, regia di Lloyd Ingraham (1916)
- Intolerance (Intolerance: Love's Struggle Throughout the Ages), regia di D.W. Griffith (1916)
- The Children Pay, regia di Lloyd Ingraham (1916)
- Stage Struck, regia di Edward Morrissey (1917)
- Tarzan of the Apes, regia di Scott Sidney (1918)
- Old Wives for New, regia di Cecil B. DeMille (1918)
- Who's Your Father?, regia di Tom Mix - cortometraggio (1918)
- His Musical Sneeze, regia di Preston Black - cortometraggio (1919)
- Perché cambiate moglie? (Why Change Your Wife?), regia di Cecil B. DeMille (1920)
- The Narrow Street, regia di William Beaudine (1925)
- La capanna dello zio Tom (Uncle Tom's Cabin), regia di Harry A. Pollard (1927)
- La regina Kelly (Queen Kelly), regia di Erich Von Stroheim (1928)
- The Carnation Kid, regia di E. Mason Hopper e Leslie Pearce (1929)
- La vergine di Salem (Maid of Salem), regia di Frank Lloyd (1937)
- L'incendio di Chicago (In Old Chicago), regia di Henry King (1938)
- Kentucky, regia di David Butler (1938)
- King of the Zombies, regia di Jean Yarbrough (1941)
- The Story of Seabiscuit, regia di David Butler (1949)
- I bucanieri (The Buccaneer), regia di Anthony Quinn (1958)